# Psephactus scabripennis
Psephactus scabripennis là một loài bọ cánh cứng trong họ Cerambycidae.